# Brunsberg (Lohberge)
Der Brunsberg bei Sprötze im niedersächsischen Landkreis Harburg ist eine etwa 129 m ü. NHN hohe Erhebung der Lohberge, dem Südteil der Schwarzen Berge, am Nordwestrand der Lüneburger Heide. Früher existierte neben dem Begriff Lohberge der Name Brunsberge.

## Namensursprung
Namensgebend für den Brunsberg ist eine tragische Begebenheit, nach der zwei junge Schafhirten, Bruns und Harms, beim Hütern der Schafe am Brunsberg aus Langeweile auf den Gedanken gekommen seien, „einmal Aufhängen zu spielen“ – was Bruns mit seinem Leben bezahlen musste.

## Geographie

### Lage

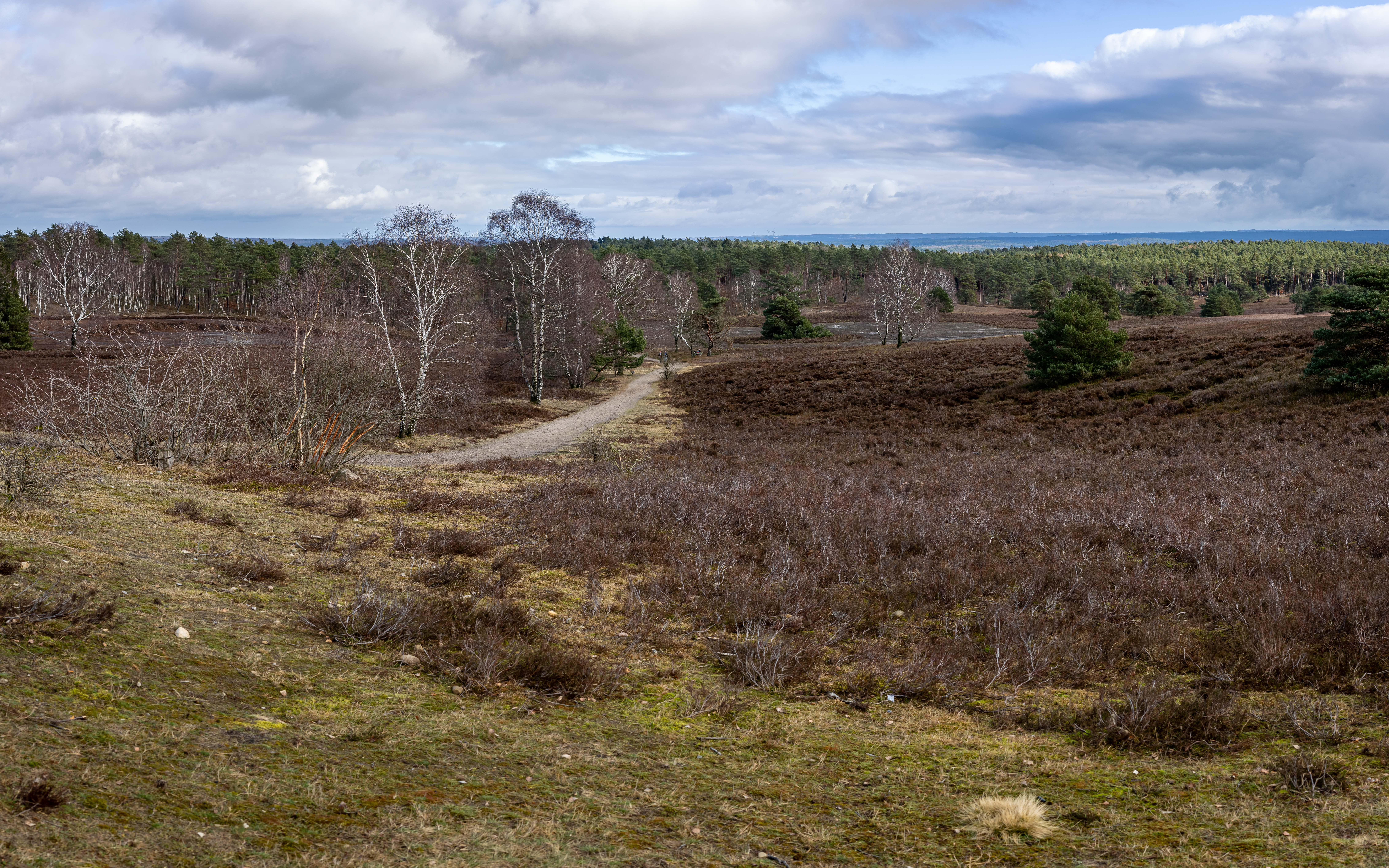
Blick vom Brunsberg in Richtung Osten.

Der Brunsberg erhebt sich im Nordteil der Lohberge und im Norden des Naturparks Lüneburger Heide. Sein Gipfel liegt zwischen den Ortschaften Buchholz in der Nordheide im Nordosten und Tostedt im Westsüdwesten – rund 1,8 km (Luftlinie) südöstlich der Dorfkirche von Sprötze. Er gehört zum Buchholzer Stadtgebiet, und südlich vorbei verläuft die Grenze von Buchholz zu Tostedt.

### Naturräumliche Zuordnung
Der Brunsberg gehört in der naturräumlichen Haupteinheitengruppe Lüneburger Heide (Nr. 64), in der Haupteinheit Hohe Heide (640) und in der Untereinheit Wilseder Endmoränen (640.0) zum Naturraum Schwarze Berge (640.00).

## Schutzgebiete und Landschaftsbild
Auf dem Brunsberg liegt das Naturschutzgebiet Heiden und Wälder am Brunsberg (ursprünglich 1954 als Naturschutzgebiet Brunsberg ausgewiesen, 2024 erweitert; 131 ha groß). Umschlossen ist es vom Landschaftsschutzgebiet Lohbergen, Höllental und angrenzende Flächen (CDDA-Nr. 322651; 1997; 5,49 km²). Die Kuppe des Brunsbergs ist mit Heidekräutern (Erika) bewachsenen und wird von Heidschnucken beweidet.

## Aussichtsmöglichkeit
Von der Kuppe des Brunsbergs fällt der Blick über angrenzende Heidegebiete und nach Süden bis zum Wilseder Berg (169,2 m) und weiter bis zum Heidepark Soltau. Richtung Südwest erblickt man den Turm der Johanneskirche in Tostedt. Der Blick in Richtung Hamburg ist durch die Harburger Berge, dem Nordteil der Schwarzen Berge, versperrt.

## Jugendferienheim
Auf der Südwestflanke des Brunsbergs stehen etwa 350 m südwestlich des Gipfels die Gebäude des Jugendferienheim Sprötze der Jugendorganisation Deutsche Schreberjugend (Landesverband Hamburg e. V.).
Es steht mit 127 Betten für Gruppenreisen aller Art vielen Jugendgruppen, Schulen, Kindergärten, Vereinen und den Gruppen der Deutschen Schreberjugend Hamburg e. V. zur Verfügung.

## Verkehr und Wandern
Westlich und südlich am Brunsberg vorbei führt zwischen Sprötze und Holm-Seppensen die Kreisstraße 72. Zum Beispiel an dieser Straße beginnend kann die Erhebung auf Wegen und Pfaden, die anfangs durch Wald und auf höheren Lagen durch Heidekrautlandschaft führen, erwandert werden. Hinüber führt der Europäische Fernwanderweg E1.